# Сюрзя
Сюрзя́ (рос. Сюрзя) — річка в Росії, права притока Салі. Протікає територією Красногорського району Удмуртії.
Річка починається за 2 км на південний схід від присілка Юшур. Протікає на схід з невеликим відхиленням на північний схід. Впадає до Салі в середній її течії біля кордону з Ігринським районом. Береги річки на всьому протязі заліснені, долина широка, лівий берег стрімкіший за правий. Приймає декілька дрібних приток, найбільша з яких ліва Варавай та права Зоніха. В середній течії створено ставок площею 0,33 км².
Над річкою розташовано присілок Сюрзяне, в гирлі збудовано автомобільний міст.